# Who Knows Where the Time Goes
Who Knows Where the Time Goes — седьмой студийный альбом американской певицы Джуди Коллинз, выпущенный в ноябре 1968 года на лейбле Elektra Records. Альбом достиг 29-го места в чарте Billboard Top LP’s и получил золотую сертификацию. Диск был записан вживую в студии и стал первым студийным альбомом Коллинз, записанным в Лос-Анджелесе. На пластинке, спродюсированной Дэвидом Андерле, приняли участие многие известные музыканты, в том числе Стивен Стиллз. В число песен входят её собственная композиция «My Father», песня Иэна Тайсона «Someday Soon» (которая впоследствии стала одной из фирменных песен Коллинз), две композиции Леонарда Коэна («Story of Isaac» и «Bird on the Wire»), традиционная баллада об убийстве «Pretty Polly» и заглавная песня «Who Knows Where the Time Goes», написанная Сэнди Денни.

## Отзывы критиков
Американская музыкальная пресса тепло приняла новую работу исполнительницы. Еженедельник Billboard отметил, что «фолк-пуристка с удивительнейшим сочетанием стиля и таланта» предлагает слушателям убедительный набор душевных композиций в русле своей предыдущей работы. Cash Box выразил сходное мнение, что благодаря двум своим прошлым альбомам и хит-синглу «Both Sides, Now» певица «в настоящее время более популярна, чем когда-либо прежде, и её новый LP должен только повысить её репутацию». Record World назвал материал пластинки мелодичным, идейным и современным. Британские СМИ также разделили этот настрой. Рассуждая над перспективами развития фолк-рока, обозреватель International Times приходил к выводу, что музыка Who Knows Where the Time Goes уже не имеет ничего общего с деревней, имея ввиду народную музыку, откуда брал свои истоки фолк-рок: «Это уже Голливуд с фантастической, изобретательной гитарой Стива Стиллза и классическим, современным, необыкновенным фортепиано Ван Дайк Паркса», над которыми парил протяжный, мощный голос Джуди Коллинз. После чего журналист заключал: «Кантри-н-вестерн привнесли новую музыкальность в фолк-рок, и всё это очень хорошо — особенно этот альбом».
Пол Эванс из The Rolling Stone Album Guide отметил, что Коллинз слегка колеблется: «Мягкие рок-аранжировки Стивена Стиллза устарели, и, хотя автобиографическая „My Father“, возможно, является её лучшей оригинальной песней, заискивающая поп-музыка на пластинке — разочаровывающий шаг назад по сравнению с требовательной элегантностью, которую она демонстрировала ранее».
Колин Ларкин поместил эту пластинку в свою книгу «1000 лучших альбомов всех времён» на 32-ю позицию в категории «50 лучших фолк-альбомов».

## Список композиций
| №  | Название                        | Автор(ы)      | Длительность |
| -- | ------------------------------- | ------------- | ------------ |
| 1. | «Hello, Hooray»                 | Рольф Кепмф   | 4:07         |
| 2. | «Story of Isaac»                | Леонард Коэн  | 3:30         |
| 3. | «My Father»                     | Джуди Коллинз | 4:55         |
| 4. | «Someday Soon»                  | Иэн Тайсон    | 3:43         |
| 5. | «Who Knows Where the Time Goes» | Сэнди Денни   | 4:20         |

| №  | Название                    | Автор(ы)        | Длительность |
| -- | --------------------------- | --------------- | ------------ |
| 1. | «I Pity the Poor Immigrant» | Боб Дилан       | 4:04         |
| 2. | «First Boy I Loved»         | Робин Уильямсон | 6:29         |
| 3. | «Bird on the Wire»          | Леонард Коэн    | 4:37         |
| 4. | «Pretty Polly»              | народная        | 5:47         |

## Участники записи
- Джуди Коллинз — акустическая гитара (песни 1, 4-9), электрическое пианино (песня 3), вокал

| Музыканты: - Майкл Саль — орган (песни 1, 2, 6, 9), клавесин (дорожка 2), фортепиано (песни 5, 7, 8) - Стивен Стиллз — электрогитара (песни 1, 3, 5, 7, 9), бас-гитара (песни 4, 6), акустическая гитара (песня 5) - Джеймс Бёртон — электрогитара (песни 4, 6, 8, 9), добро (песня 6) - Бадди Эммонс — педальная слайд-гитара (песни 4, 6, 8, 9) - Крис Этридж — бас-гитара (песни 1, 3, 5, 7-9) - Майк Мелвоин — фортепиано (песня 3) - Ван Дайк Паркс — фортепиано (песня 4), электрическое пианино (песня 9) - Джеймс Гордон — ударные (песни 1, 4-9), перкуссия (песня 3) | Технический персонал: - Дэвид Андерле — продюсер - Джек Хольцман — руководитель производства - Джон Хейни — звукорежиссёр - Лен Стеклер — фото на обложке - Джули Сноу — фото внутренней вкладки - Уильям С. Харви — арт-директор, дизайн обложки |

## Позиции в хит-парадах
| Хит-парад (1968—1969) | Высшая позиция |
| --------------------- | -------------- |
| США (Billboard 200)   | 29             |

| Хит-парад (1969)         | Позиция |
| ------------------------ | ------- |
| США (Billboard Top LP’s) | 53      |

## Сертификации и продажи
| Регион | Сертификация | Продажи  |
| --- | ------------ | -------- |
| США (RIAA) | Золотой      | 500 000^ |
| * Данные о продажах приведены только на основе сертификации. ^ Данные о тиражах приведены только на основе сертификации. |              |          |